# Somethin' Else (canción)
«Somethin' Else» es una canción de estilo rockabilly compuesta por Eddie Cochran, Sharon Sheeley y Bob Cochran, hermano mayor de Eddie, en 1959. El tema ha sido interpretado por gran cantidad de artistas, entre los que destaca la banda de punk rock británica Sex Pistols, cuya versión alcanzó el número 3 de la lista UK Singles Chart en 1979.

## Versión de Eddie Cochran
El tema, escrito en primera persona, cuenta como Cochran quiere un descapotable que no puede pagar y a una chica que no quiere salir con él, aunque al final consigue ahorrar dinero para comprar una coche más modesto y logra la confianza suficiente para pedirle salir a la chica. La letra fue escrita en la parte de atrás de un libro de matemáticas. El veterano percusionista de estudio Earl Palmer utilizó el mismo ritmo de batería para "Somethin' Else" que Charles Connor en el tema de Little Richard "Keep A-Knockin'". La canción alcanzó el número 22 en las listas de éxitos británicas, aunque en los Estados Unidos sólo llegó hasta el número 58 del Billboard Hot 100.

### Posicionamiento en listas
| Lista (1959)                       | Mejor posición |
| ---------------------------------- | -------------- |
| UK Singles Chart                   | 22             |
| Estados Unidos (Billboard Hot 100) | 58             |

## Versión de Sex Pistols
Sex Pistols grabaron una versión del tema para el álbum The Great Rock 'n' Roll Swindle, con algunos cambios sobre la letra original. La canción fue cantada por Sid Vicious, bajista de la banda. El sencillo fue publicado tres semanas después de su fallecimiento y alcanzó el número 3 de la lista UK Singles Chart. En la cara B del sencillo aparece el tema "Friggin' in the Riggin'" cantado por el guitarrista de la banda, Steve Jones.

### Posicionamiento en listas
| Lista (1979)     | Mejor posición |
| ---------------- | -------------- |
| UK Singles Chart | 3              |